# Решица Мика (Караш-Северин)
Решица Мика (рум. Reșița Mică) насеље је у Румунији у округу Караш-Северин у општини Далбошец. Oпштина се налази на надморској висини од 269 m.

## Становништво
Према подацима из 2002. године у насељу је живело 23 становника, од којих су сви румунске националности.